# Список сосудистых растений полуострова Трудный, занесённых в Красные книги России и Приморского края
На полуострове Трудный выявлен 31 вид сосудистых растений, занесённых в Красные книги России (2008) и Приморского края (2008). При этом, в границах полуострова 27 видов зафиксированы на территории Находкинского городского округа и четыре — на территории Партизанского района.
14 видов из этого списка к настоящему времени, по-видимому, исчезли из флоры полуострова. Три вида (аргузия сибирская, касатик маньчжурский и повой сольданеллевый) исчезли из флоры города. В середине XX века исчезло 11 видов, собиравшихся В. Л. Комаровым и А. А. Булавкиной в 1913 году на песках приморской террасы между устьем р. Партизанской и д. Американкой и в бухте Находка: взморник японский, донтостемон волосистый, дремлик Тунберга, касатик маньчжурский, лён амурский, осока сучанская, пилея бутерлаковидная, постенница мелкоцветковая, Puccinellia hultenii, Puccinellia pumila, эдельвейс эдельвейсовидный.
Категория статуса:
 — низкая степень риска
 — уязвимый вид
 — угрожаемый вид
 — на грани исчезновения
| №  | Латинское название        | Русское название                 | Изображение | Кат.   | Места распространения |
| -- | ------------------------- | -------------------------------- | ----------- | ------ | --- |
| 1  | Aralia continentalis      | аралия материковая               |             | [ 4 ]  | Встречается в падях Коробковка, Широкая и Елизарова. |
| 2  | Calystegia soldanella     | повой сольданелловый             |             | [ 5 ]  | Встречается очень редко на побережье в безымянной бухте между мысами Скалистый и Тунгус на зарастающих щебнистых осыпях и скалах. В бухте Попова исчез. |
| 3  | Cypripedium calceolus     | венерин башмачок настоящий       |             | [ 6 ]  | Встречается спорадично в дубовых, дубово-липовых и липовые лесах. |
| 4  | Cypripedium guttatum      | венерин башмачок пятнистый       |             | [ 6 ]  | Встречается чаще других видов башмачков, спорадично, преимущественно в дубовых лесах. |
| 5  | Cypripedium macranthon    | венерин башмачок крупноцветковый |             | [ 6 ]  | Встречается повсеместно, спорадично, в дубовых, реже в дубово-липовых и липовых лесах. |
| 6  | Cypripedium ventricosum   | венерин башмачок вздутый         |             | [ 7 ]  | Встречается спорадично, в дубовых, реже в дубово-липовых и липовых лесах. |
| 7  | Iris ensata               | касатик мечевидный               |             | [ 8 ]  | Встречается спорадично на суходольных и сырых лугах, в разрежённые дубняках, японских ольшаниках и болотах. |
| 8  | Iris laevigata            | касатик гладкий                  |             | [ 9 ]  | Встречается спорадично на сырых лугах, берегах водоёмов, болот. |
| 9  | Lilium cernuum            | лилия поникающая                 |             | [ 10 ] | Встречается на каменистых склонах у моря, скалах, суховатых дубовых лесах: бухта Попова, остров Лисий. |
| 10 | Paeonia lactiflora        | пион молочноцветковый            |             | [ 11 ] | Распространён повсеместно, встречается часто в кустарниковых зарослях на месте сведённых дубняков, в дубовых лесах, реже в липовых и дубово-липовых лесах, на скалах, остепнённых горных сообществах. |
| 11 | Paeonia obovata           | пион обратнояйцевидный           |             | [ 11 ] | Встречается повсеместно, включая остров Лисий, в липовых, дубовых и дубово-липовых лесах, реже — в ясеневых. |
| 12 | Paeonia oreogeton         | пион горный                      |             | [ 11 ] | Встречается редко в широколиственных лесах: падь Широкая. |
| 13 | Neottianthe cucullata     | гнездоцветка клобучковая         |             | [ 12 ] | Встречается в дубовых лесах: бухта Тунгус. Уникально. |
| 14 | Galium paradoxum          | подмаренник удивительный         |             |        | Встречается в липняках, падь Лебединая. |
| 15 | Oxalis obtriangulata      | Кислица обратнотреугольная       |             | [ 12 ] | Встречается очень редко в ильмово-ясеневых, реже дубовых лесах. |
| 16 | Liparis japonica          | глянцелистник японский           |             | [ 12 ] | Встречается спорадично в липовых, дубовых, дубово-липовых лесах, на скалах, редко в японских ольшаниках. Распространён повсеместно, включая остров Лисий. |
| 17 | Liparis kumokiri          | глянцелистник Кумокири           |             | [ 12 ] | В 2016 году был обнаружен на полуострове. Встречается спорадично в дубовых лесах, зарослях мискантуса, редко в японских ольшаниках. |
| 18 | Gonocormus minutus        | гонокормус маленький             |             | [ 15 ] | Затенённые скалы. Встречается очень редко: падь Прямая, бухта Отрада, микрорайон Южный и к востоку от объездной дороги напротив остановки Заводская. |
| 19 | Carex arenicola           | осока песколюбивая               |             | [ 6 ]  | В 1997 году встречалась на песках у моря в бухтах Отрада и Попова. |
| 20 | Carex scabrifolia         | осока шероховатолистная          |             | [ 6 ]  | В 1997 году встречалась на тростниковом болоте в низовьях безымянной пади между падями Прямая и Барсучиха. |
| 21 | Botrychium strictum       | гроздовник прямой                |             | [ 4 ]  | Встречается в бассейнах падей Чепик, Прямая и в безымянной пади между падями Прямая и Барсучиха. |
| 22 | Podocarpium oldhamii      | подокарпиум Оулдхэма             |             | [ 11 ] | Встречается редко: бассейн бухты Козино. |
| 23 | Polypodium kamelinii      | многоножка Камелина              |             | [ 18 ] | Встречается редко: мыс Попова, северная часть бухты Новицкого. |
| 24 | Rhynchospora fujiiana     | очеретник Фудзи                  |             | [ 20 ] | Встречается на болотах, очень редко. Обнаружен в 1997 году в низовьях безымянной пади между падями Прямая и Барсучиха. |
| 25 | Trapa manshurica          | водяной орех маньчжурский        |             | [ 20 ] | Встречается редко на берегу озёра: вблизи бухт Тунгус и Козина. |
| 26 | Tulotis ussuriensis       | тулотис уссурийский              |             | [ 21 ] | Встречается очень редко: бассейны бухт Попова, Прозрачная и Козина. |
| 27 | Melilotoides schischkinii | мелилотоидес Шишкина             |             | [ 12 ] | Встречается очень редко на каменистых склонах у моря: бухта Попова и между мысами Попова и Средний. |
| 28 | Dimeria neglecta          | димерия незамечаемая             |             | [ 7 ]  | Встречается очень редко на влажных лугах, болотах, сплавинах, обочинах дорог. В 1997 году обнаружена в низовьях безымянной пади между падями Прямая и Барсучиха на влажном лугу на шлейфе склона отрога горы Американка вблизи ОАО «Комплекс».                                                                                                |
| 29 | Kalopanax septemlobus     | диморфант семилопастный          |             | [ 9 ]  | Встречается спорадично в липовых, дубово-липовых и реже дубовых лесах, включая остров Лисий. |
| 30 | Juniperus rigida          | можжевельник твёрдый             |             | [ 22 ] | Здесь можжевельник твёрдый представлен исключительно стлаником — Juniperus rigida Siebold et Zucc. var. litoralis (Urussov) Z.V. Kozhevnikova. Встречается на морском побережье между бухтами Отрада и Козина и местами до бухты Мусатова, а также на острове Лисьем. Значительные популяции у мыса Пассека и между мысами Лихачёва и Попова. |
| 31 | Quercus dentata           | дуб зубчатый                     |             | [ 23 ] | Широко распространён в окрестностях Находки: пади озера Солёного, Барсучиха, Безымянная, Прямая и Чепик, бухта Отрада. |